# Frederic Wan
Frederic Yui-Ming Wan é um engenheiro estadunidense nascido no Vietnam.

## Obras
- Mathematical Models and Their Analysis, Harper and Row, 1989
- Introduction to the Calculus of Variations and Its Applications, Chapman & Hall, 1995